# Arnold Mathew
Pour les articles homonymes, voir Mathew.
Arnold Harris Mathew (6 août 1852 à Montpellier - 21 décembre 1919 en Angleterre) est un ecclésiastique anglais ayant appartenu à différentes époques de sa vie aussi bien à l'Église catholique qu'à l'Église anglicane ou à l'Église vieille-catholique dans lesquelles il a exercé divers ministères comme prêtre ou évêque.

## Biographie
Arnold Harris Mathew nait à Montpellier de parents anglais le 6 août 1852. Il est d'abord baptisé dans l’Église catholique, il est ensuite rebaptisé dans l'anglicanisme, puis de nouveau dans le catholicisme à son retour en Angleterre. Il étudie la théologie anglicane en 1874 puis est ordonné prêtre catholique en 1877 avant de redevenir dans l'anglicanisme en 1890. Il se marie le 22 février 1892 avant de revenir au catholicisme en 1899. Ne pouvant plus exercer la prêtrise à cause de la rupture de son vœu de célibat, il est alors considéré comme un théologien de talent. En 1907, il manifeste le désir d'obtenir une paroisse au sein de l'Église d'Angleterre, mais face à la réponse de Randall Davidson, archevêque de Cantorbéry, qui lui impose un temps de probation, il rejoint finalement l'Église vieille-catholique.
Le 28 avril 1908, Mathew est consacré évêque par Gerardus Gul (en) et Johannes Jacobus van Thiel et  dans la Cathédrale Sainte-Gertrude (en) d'Utrecht dans le but de consolider le mouvement Vieux-Catholique en Angleterre. Mathew découvre rapidement que ce mouvement est presque inexistant en Angleterre et donne sa démission au siège d'Utrecht dès son retour en Angleterre, mais cette démission est refusée. En septembre 1909, il participe au Congrès international Vieux-Catholique de Vienne et il est ébranlé par l'existence de groupes ne partageant pas sa vision de la catholicité et manifestant un certain laxisme doctrinal.
Le 13 juin 1910, il sacre de sa propre initiative Beale et Howarth. Le 6 janvier 1911, il publie une Déclaration d'autonomie et d'indépendance répondant aux remontrances d'Utrecht et le lendemain, il consacre Baron, Hinton et Egerton comme évêques. Son groupe est reçu en communion avec le Patriarcat orthodoxe d'Antioche par le Archevêque de Beyrouth Gerasime Messera  le 5 août 1911, puis le 13 février 1912, le patriarche Photios Ier d'Alexandrie lui envoie une lettre d'union et le groupe devient alors l'Église orthodoxe occidentale. En parallèle, il réactive le Order of Corporate Reunion (en) et confère des ordres Vieux-Catholiques à des ecclésiastiques anglicans.
Cependant, l'échec de son mouvement est rapidement évident. Le 28 octobre 1914, il sacre Frederick Samuel Willoughby (en) comme évêque et le choisit comme co-adjuteur. Ce dernier rapproche le mouvement de Matthew de la Société théosophique. Le 6 août 1915 demande à ses fidèles de quitter cette voie, mais c'est Mathew lui-même qui se retrouve abandonné quand Willoughby et ses fidèles fondent l'Église catholique libérale. Plus ou moins abandonné de tous, Mathew se rapproche finalement de nouveau de l'anglicanisme.
Mathew meurt en 1919, il est enterré selon le rite anglican, comme simple laïc. De nombreux évêques errants se réclament de la succession apostolique de Mathew.

## Œuvres (quelques)
- The life and times of Rodrigo Borgia, Pope Alexander VI. S. Paul & co., London 1912. (OCLC 413074)
- The life and times of Hildebrand, Pope Gregory VII.. F. Griffiths, London 1910. (OCLC 732837)
- Francesca di Rimini in legend & in history ; London : David Nutt, 1908. (OCLC 13690916)
- The life of Sir Tobie Matthew. Bacon's alter ego, by his kinsman Arnold Harris Mathew and Annette Calthrop. E. Mathews, London 1907. (OCLC 802121)
- The churches separated from Rome ; London : Kegan Paul, Trench, Trübner & Co., 1907. (OCLC 49988625)
- Ecclesia: the Church of Christ. ; London, Burns & Oates, 1906. (OCLC 654771)